# Osman Arpacıoğlu
Osman Arpacıoğlu (Ankara, 5 januari 1947 - 5 december 2021) was een voetballer uit Turkije. Hij was als voetballer werkzaam bij Samsun Akınspor, Samsun Yolspor, Ankara Hacettepe, Mersin Idman Yurdu en Fenerbahçe.
Osman Arpacıoğlu is de zoon van een advocaat en onderwijzeres. Arpacıoğlu werd geboren in Ankara, maar groeide op in Samsun. De jonge Osman en zijn vader waren passionele Fenerbahçe-fans. In 1971, op zijn 24e, werd Arpacıoğlu door Fenerbahçe overgenomen van Mersin Idman Yurdu. Zes jaar lang speelde hij nagenoeg alle wedstrijden van de topploeg uit Istanbul. Naar eigen zeggen heeft Arpacıoğlu 125 doelpunten in meer dan 250 wedstrijden gescoord voor Fenerbahçe. Hij maakte op 9 oktober 1968 zijn debuut in het Turks voetbalelftal tegen Bulgarije. Zijn dertiende en laatste interland was een kwalificatiewedstrijd voor het Europees kampioenschap voetbal 1976 tegen Zwitserland op 1 december 1974. Arpacıoğlu verliet het veld in de 75e minuut, waarna zijn vervanger Mehmet Oğuz tien minuten later het gelijkspel omboog in een 2-1-overwinning voor Turkije.
Bij de geel-blauwe club werd Arpacıoğlu tweemaal kampioen van Turkije en hij won één keer de Turkse Beker. Daarnaast werd de Turk in het seizoen 1972/73 met 16 doelpunten topscorer van de Süper Lig. In 1978 beëindigde Bay Gol zijn actieve loopbaan.